# 3422 Reid
3422 Reid (1978 OJ) là một tiểu hành tinh vành đai chính được phát hiện ngày 28 tháng 7 năm 1978 bởi Đài thiên văn Perth ở Perth, Western Australia.